# 専門学校東京アナウンス学院
専門学校東京アナウンス学院（せんもんがっこう とうきょうアナウンスがくいん）は、声優・俳優・YouTuber・歌手・アナウンサー・レポーター・ナレーター・ダンサーなどを育成する日本の専門学校。TBSの教育事業本部が設立した学校を母体として創設。設置者は学校法人東放学園。

## 所在地

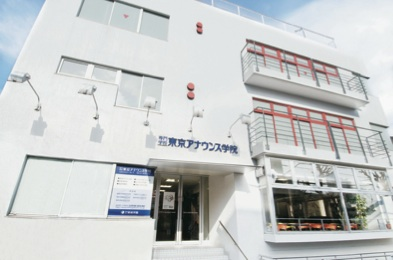
本校舎
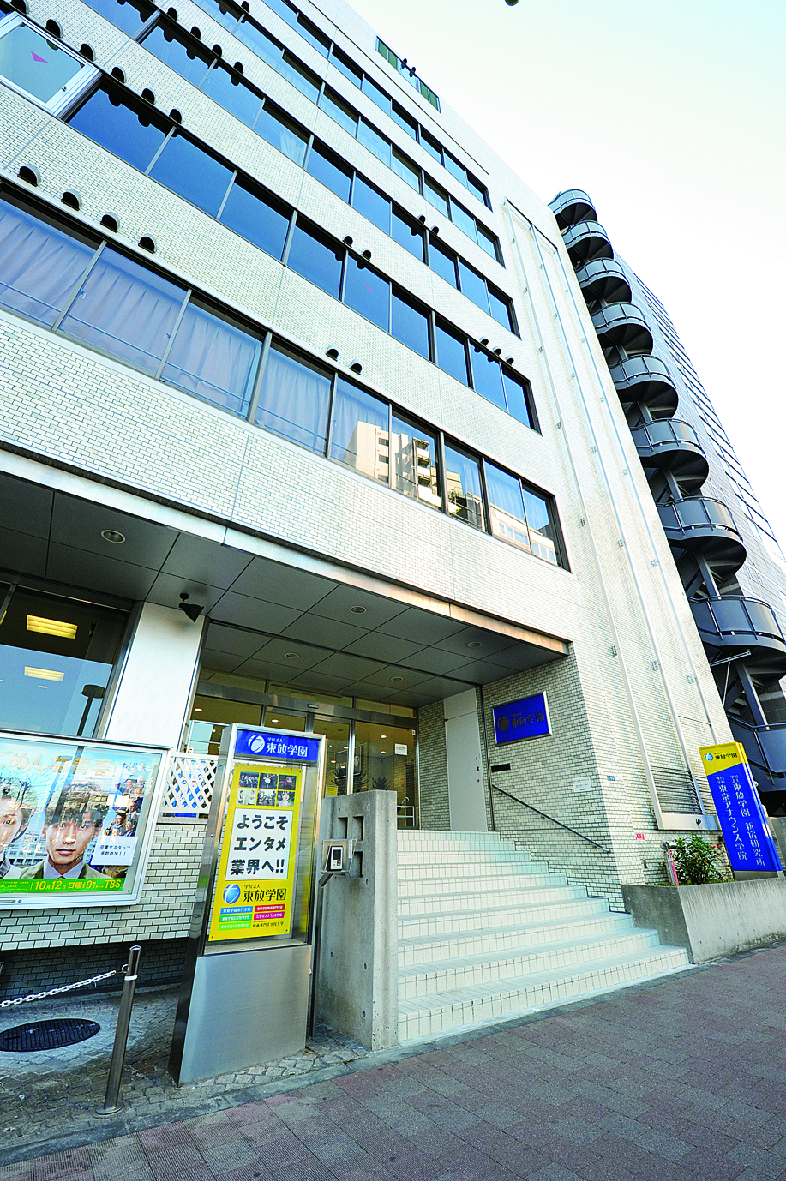
新宿研究所

中野校舎（本校舎）
東京都中野区弥生町1-38-3
アトリエクマノ
東京都新宿区西新宿2-11-2
新宿研究所
東京都新宿区西新宿4-5-2
西新宿四丁目校舎
東京都新宿区西新宿4-4-2
- 本校舎
- 新宿研究所

## 沿革
- 1971年4月4日 - 東京放送（現：TBSホールディングス）教育事業本部により、東京アナウンス学院設立。
- 1984年4月2日 - 専修学校（専門学校）としての設置が認可され、専門学校東京アナウンス学院に。
- 2023年4月 - 西新宿四丁目校舎（TAG-TAG Theater）完成

## 設置学科
- アナウンス科（アナウンサー・リポーター）
- 声優科（声優・ナレーター）
- 演技科（俳優・女優）
- 配信クリエーター科（YouTuber・歌手）
- ダンスパフォーマンス科（ダンサー・コリオグラファー）

## 特徴
開校当初はアナウンサー・ナレーターの養成に特化。後には俳優の養成にも力を入れるようになる。1990年代中頃の声優ブームの影響により、放送声優科を希望する入校者が増え、クラス数が増加。また、昨今のお笑いブームの影響により、放送演技科の中に存在していたお笑いコースが芸能バラエティ科として独立した。その後、クラブシーンの盛り上がりに乗じ、ダンサー育成に特化したダンスパフォーマンス科を設置。2024年4月に芸能バラエティ科が学科名変更により配信クリエーター科となった。
新聞奨学生のためのクラスもある。

## 主な出身者
五十音順
お笑いタレント
- アイデンティティ（田島直弥・見浦彰彦）
- アイドル鳥越
- あきげん（秋山良人・石井元気）
- 安部紀克（納言）
- いのけん
- イジリー岡田
- 入江慎也
- 浦島こうじ
- 太田トラベル
- 大輪教授
- オンリー2（奥村うどん・おべんとばこ中川）
- 火災報知器（小林知之・高松信太郎）
- サイクロンZ
- ササキユーキ（ねじ）
- 三拍子（久保孝真・高倉陵）
- しらすのこうげき!（かすや・ひより）
- 新宿カウボーイ（かねきよ勝則・石沢勤）
- タイムボム（ニック・高桑翔汰）
- タイムマシーン3号（山本浩司・関太）
- 土田晃之
- とみやん（さんぽ）
- どんぐりたけし
- はなわ
- 原口あきまさ
- ビビる大木
- ピンボケたろう（ザ・パーフェクト）
- まぁこ
- 松崎克俊
- マツモトクラブ
- もじゃ
- 柳原可奈子
- 矢部太郎
- 吉田猛々（ナナフシギ）
- ラブアンドピース（中島翔・青木進）
- 和賀勇介
- わたなべるんるん
- わのけ（リドルフィン）

演芸
- 立川こしら（落語家）
- 春風亭昇也（落語家）
- 日向ひまわり（講談師）

Youtuber
- むいむい（梅桂瑜）
- ポーちゃん（林鋒）
- 非株式会社いつかやる（ぴろすけ・社長・副社長）

歌手
- 神田莉緒香
- 肥後千暁
- 吉岡亜衣加

声優
- 相川冬也
- 阿久津加菜
- 新井里美
- 石井マーク
- 伊丸岡篤
- 岩瀬周平
- 上田のりこ
- 桜咲千依
- 大橋歩夕
- 大久保瑠美
- 大関英里
- 小笠原早紀
- 角元明日香
- 加瀬康之
- 川中子雅人
- 川浪葉子
- 蟹江俊介
- 上川ゆう
- 北村謙次
- 木藤玲子
- 久木田かなこ
- 倉口桃
- 桑原由気
- 小桜エツコ
- 寿美菜子（スフィア）
- 西連寺亜希
- 桜井敏治
- 佐藤聡美
- 真田アサミ
- 椎橋和義
- しろがねしょぉむ
- 杉山紀彰
- 鈴江梨紗
- 関口英司
- 外川大花
- 蘇武健治
- 高塚智人
- 鷹野晶
- 高橋広樹
- 高橋美紀
- 橘ひかり
- 田野めぐみ
- 土田玲央
- 寺島拓篤
- 天神林ともみ
- 東城日沙子
- 戸田亜紀子
- 中原茂
- 中上育実
- 中村和正
- 中山依里子
- 南雲大輔
- 夏樹リオ
- 成田紗矢香
- 根本優奈
- 野川雅史
- 野村真弓
- 畠山美和子
- 服部真季
- 濱名聖子
- 原えりこ
- 日岡なつみ
- 氷上恭子
- 平松広和
- 檜山修之
- 比留間俊哉
- 深見梨加
- 藤井達也
- 細谷佳正
- 保志総一朗
- 堀越知恵
- 本美奈子
- 巻島直樹
- 増田俊樹
- 増田ゆき
- 松浦チエ
- 松本健太
- 三浦智子
- 三上枝織
- 水間まき
- 南早紀
- 宮崎智栄子
- 峰あつ子
- 宮澤真一
- 室元気
- 箭内仁
- 柳原かなこ
- 矢野智也
- 矢野陽子
- 矢野龍太
- 山門久美
- 山口勝平
- 山田礼子
- 山戸めぐみ
- ゆきのさつき
- 横関健悟
- 横田成吾
- 吉岡沙知
- 吉田孝
- 吉野貴宏

俳優
- 阿南敦子
- 伊藤マサミ
- 上原健太
- 大西洸一郎
- 兼崎健太郎
- 木原ゆい
- 鈴木里沙
- 田中杏沙
- 野久保直樹（元羞恥心）
- 万理華
- 山中聡
- 吉田メタル

その他
- 宮本泰介 - 習志野市・市長※卒業生では無いが、一時期在籍していた。